# Aeroportul Internațional Shaikh Zayed din Kukës
Aeroportul Internațional Shaikh Zayed (IATA: KFZ, ICAO: LAKU) este un aeroport din Kukës, Regiunea Kukës, Albania ce deservește zona Kukës. Aeroportul a fost tranzitat în 2021 de 4.742 de pasageri. A fost deschis în 20 aprilie 1929.
Situat la o altitudine de 341 m, aeroportul dispune de o singură pistă.